# David Hesser
David A. Hesser (* Januar 1884; † 13. Februar 1908) war ein US-amerikanischer Schwimmer und Wasserballspieler.
Bei den Olympischen Spielen 1904 in St. Louis trat Hesser mit der 4 × 50-yds-Staffel an, mit der er den vierten Platz erreichte. Außerdem trat er zusammen mit seinen Teamkollegen vom New York Athletic Club George Van Cleaf, Leo Goodwin, Louis Handley, Joseph Ruddy und James Steen im Wasserball an und erreichte die Goldmedaille.